# Poeciloxestia bivittata
Poeciloxestia bivittata är en skalbaggsart som först beskrevs av Jean Baptiste Lucien Buquet 1852.  Poeciloxestia bivittata ingår i släktet Poeciloxestia och familjen långhorningar. Inga underarter finns listade i Catalogue of Life.